# Bárbara Rebolledo
Bárbara Rebolledo Aguirre (Linares, 22 de janeiro de 1973) é jornalista, apresentadora de TV e política  do Chile. Desde a década de 1990, trabalha como apresentadora de televisão e durante anos foi o rosto da Televisión Nacional de Chile (TVN), onde se tornou uma das principais apresentadoras em programas como Pasiones e Pelotón. 
Em 2021, foi eleita para a Convenção Constitucional representando o Distrito 17, correspondente às províncias de Talca, Curicó e outras, obtendo a segunda maior votação regional, com mais de dezoito mil votos. 

## Estudo e trabalho
Estudou na Escola Integrada San Pío X y La Salle, em Talca. Concluiu o ensino superior na Faculdade de Jornalismo e Comunicação da Universidade Gabriela Mistral (UGM), graduando-se em Jornalismo em 3 de junho de 1994. Especializou-se em televisão pela Universidade da Califórnia (UCLA) e obteve mestrado em Ciência Política.
Em 2004, estreou o programa de sucesso Pasiones, que apresentou por um ano com Felipe Camiroaga, três anos com Martín Cárcamo e uma última temporada solo. Ela e Camiroaga voltaram a formar dupla na primeira e segunda temporadas do reality show Pelotón, além de apresentar Abre los ojos, que realizava entrevistas com os concorrentes eliminados.
Em 2017, ela apresentou a versão chilena de Say yes to the dress no Discovery Home & Health  e em 2019 ela apresentou Cariño malo com Daniel Valenzuela e Cristina Tocco na TV+.

## Trajetória política
Concorreu como candidata independente, apoiada pelo partido Evolução Política (Evópoli), para as eleições da Convenção Constitucional de 2021, representando o Distrito 17 (que inclui os municípios de Curicó, Hualañé, Licantén, Molina, Rauco, Romeral, Sagrada Família, Teno, Vichuquén, Talca, Constitución, Curepto, Empedrado, Maule, Pelarco, Pencahue, Río Claro, San Clemente e San Rafael). Foi eleita para a Convenção Constitucional nas eleições de 2021 para o Distrito 17 e para o pacto Vamos por Chile. 
Na organização, atuou na comissão de transição sobre Participação Popular e Equidade Territorial. Após a aprovação do regulamento da Convenção em outubro de 2021, integrou a comissão temática sobre Direitos Fundamentais.